# Brave Belt I
Brave Belt är rockbandet som senare bytte namn till Bachman-Turner Overdrive. Detta är deras första album, släppt 1971.

## Låtlista
Sida.1
1. Crazy Arms, Crazy Eyes (Tim Bachman / Randy Bachman) - 2:47
2. Lifetime (Randy Bachman) - 1:55
3. Waitin' There For Me (Randy Bachman) - 3:19
4. I Am The Man (Chad Allan) - 4:07
5. French Kiss (Chad Allan / Rob Matheson) - 3:47
6. It's Over (Randy Bachman) - 3:07

Sida.2
1. Rock And Roll Band (Chad Allan) - 3:55
2. Wandering Fantasy Girl (Chad Allan) - 2:52
3. I Wouldn't Trade My Guitar For A Woman (Chad Allan) - 1:50
4. Holy Train (Chad Allan) - 3:09
5. Anyday Means Tomorrow (Randy Bachman) - 3:04
6. Scarecrow (Chad Allan / Rob Matheson) - 4:50

## Medverkande
Brave Belt
- Chad Allan: Sång, Piano, Dragspel, Kompgitarr, Mandolin
- Randy Bachman: Sång, Sologitarr, Basgitarr, Herzog
- Robin Bachman: Trummor Och Slagverk

Övriga medverkande musiker
- Ron Halldorson: Pedal Steel Guitar
- Wally Didduck: Fiol
- Billy Mac: Trummor På "I Wouldn't Trade My Guitar For A Woman" And "Scarecrow"

Övriga
- Producent: Randy Bachman För RCB Limited
- Inspelad i Century 21 Studios, Winnipeg, Canada av John Hildebrand
- RCA Mid-America Studios, Chicago av Brian Christian
- Re-mixed at R2 of A&R Studios, New York av Dave Green